# Sabinar de los Tajos
El sabinar de los Tajos (también, sabinar del paraje Los Tajos) forma un bosquecillo de sabinas en el parque natural de Puebla de San Miguel, en el Rincón de Ademuz (Comunidad Valenciana, España).

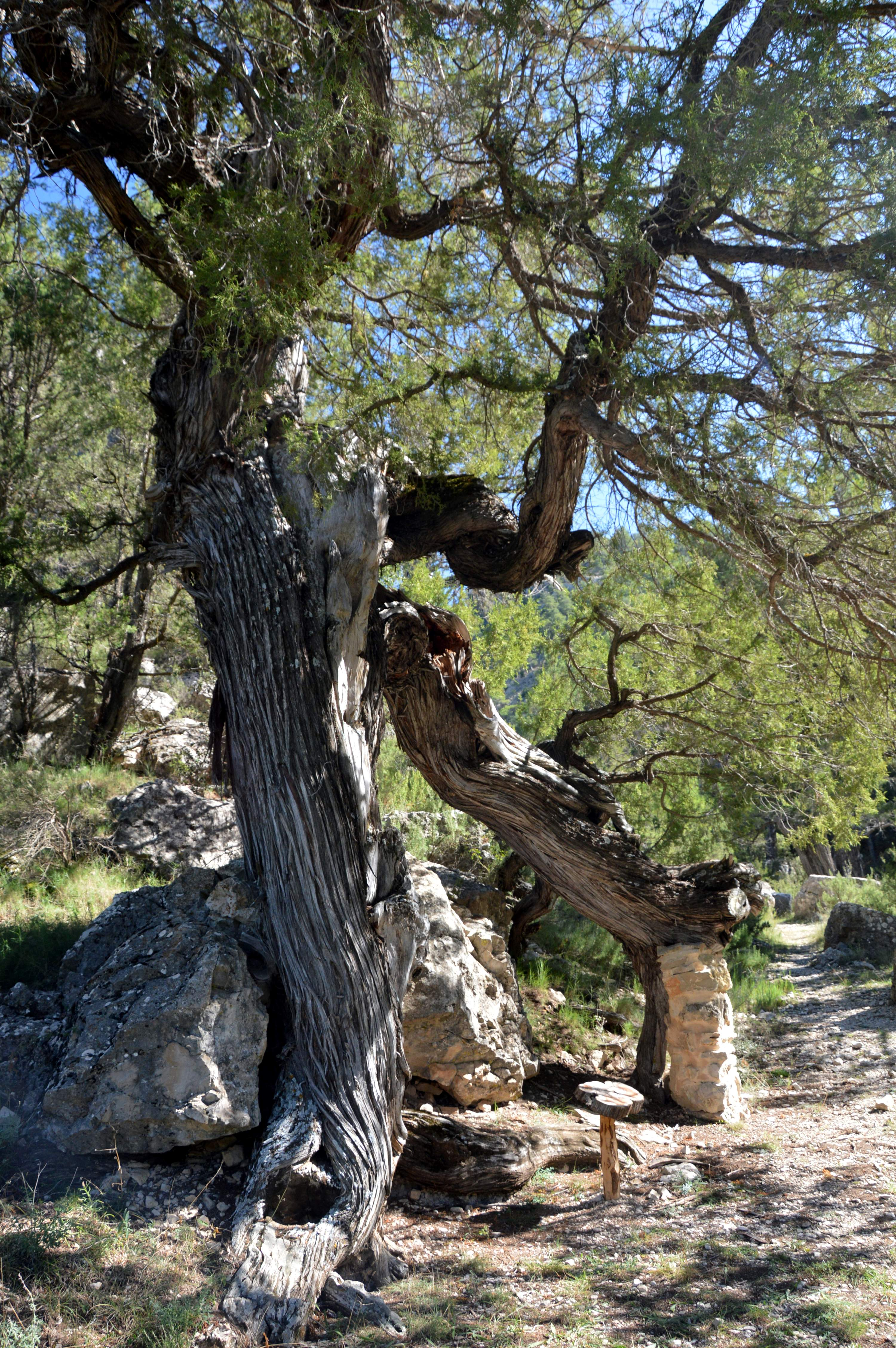
Sabina de Los Tajos I, en el paraje de Los Tajos, parque natural de la Puebla de San Miguel (Valencia), 2018.

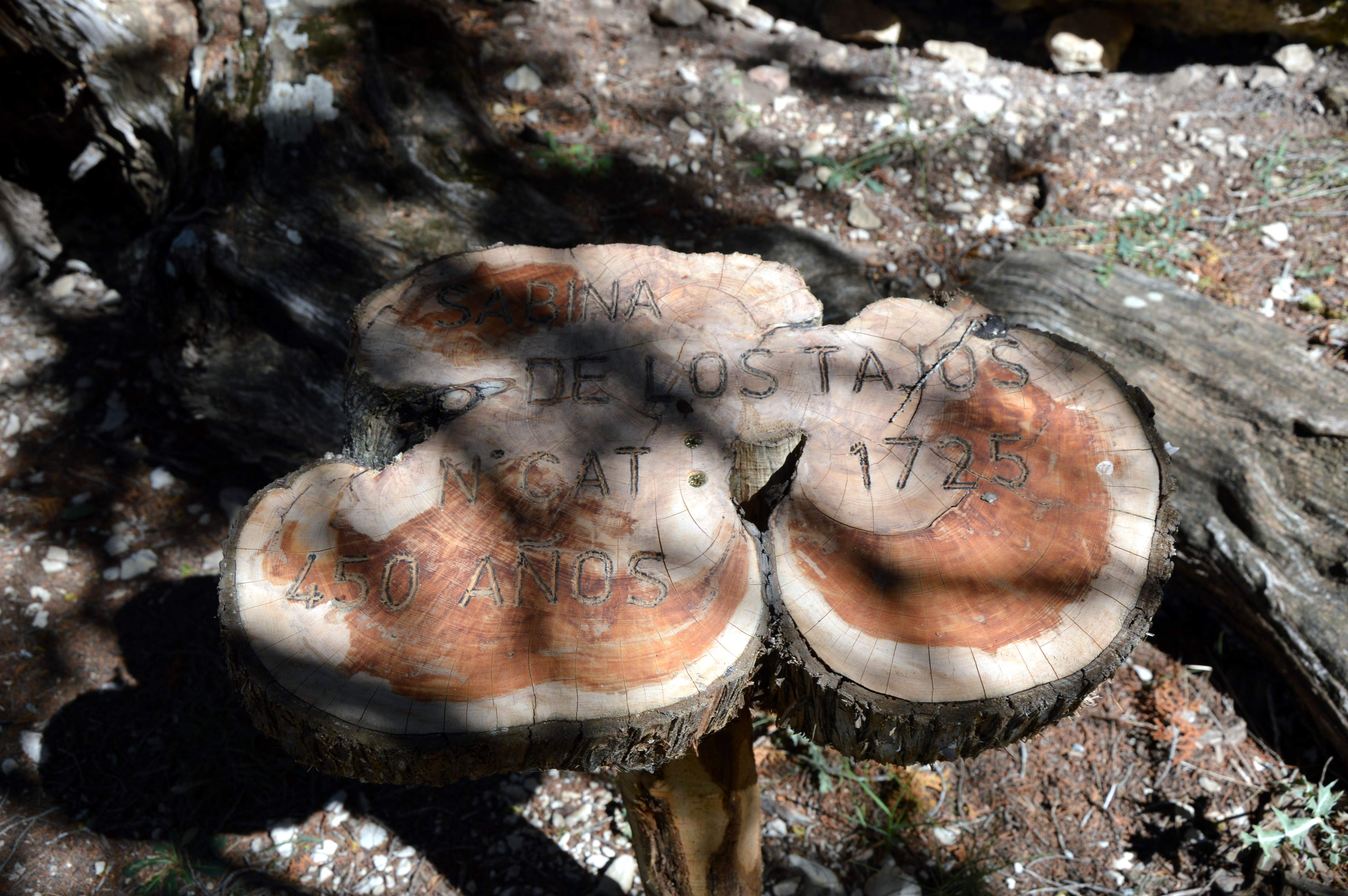
Detalle informativo en la sabina de Los Tajos I, paraje de Los Tajos, parque natural de la Puebla de San Miguel (Valencia), 2018.

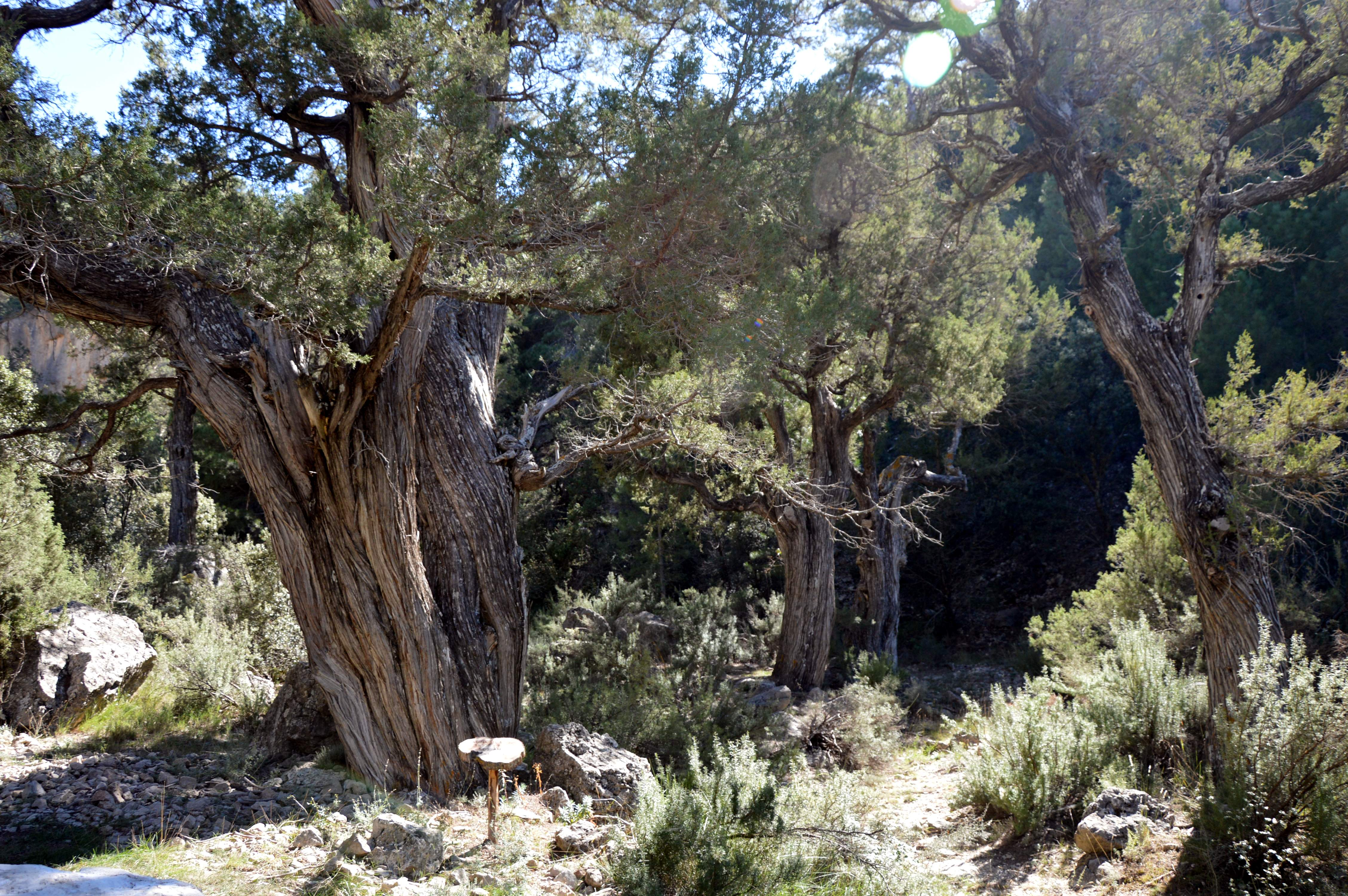
Sabina de Los Tajos II, en el parque natural de la Puebla de San Miguel (Valencia), 2018.

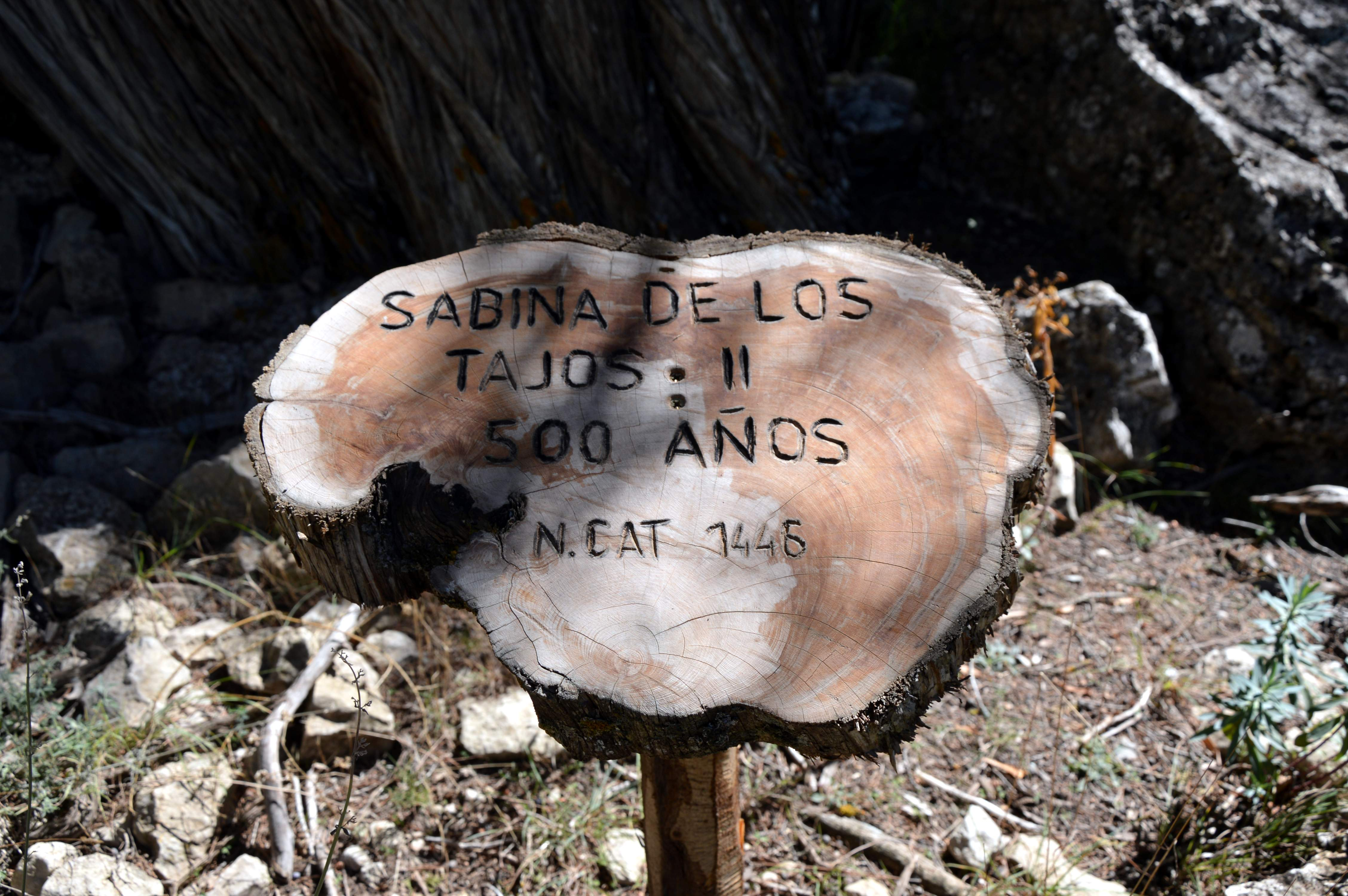
Detalle informativo en la sabina de Los Tajos II, parque natural de la Puebla de San Miguel (Valencia), 2018.

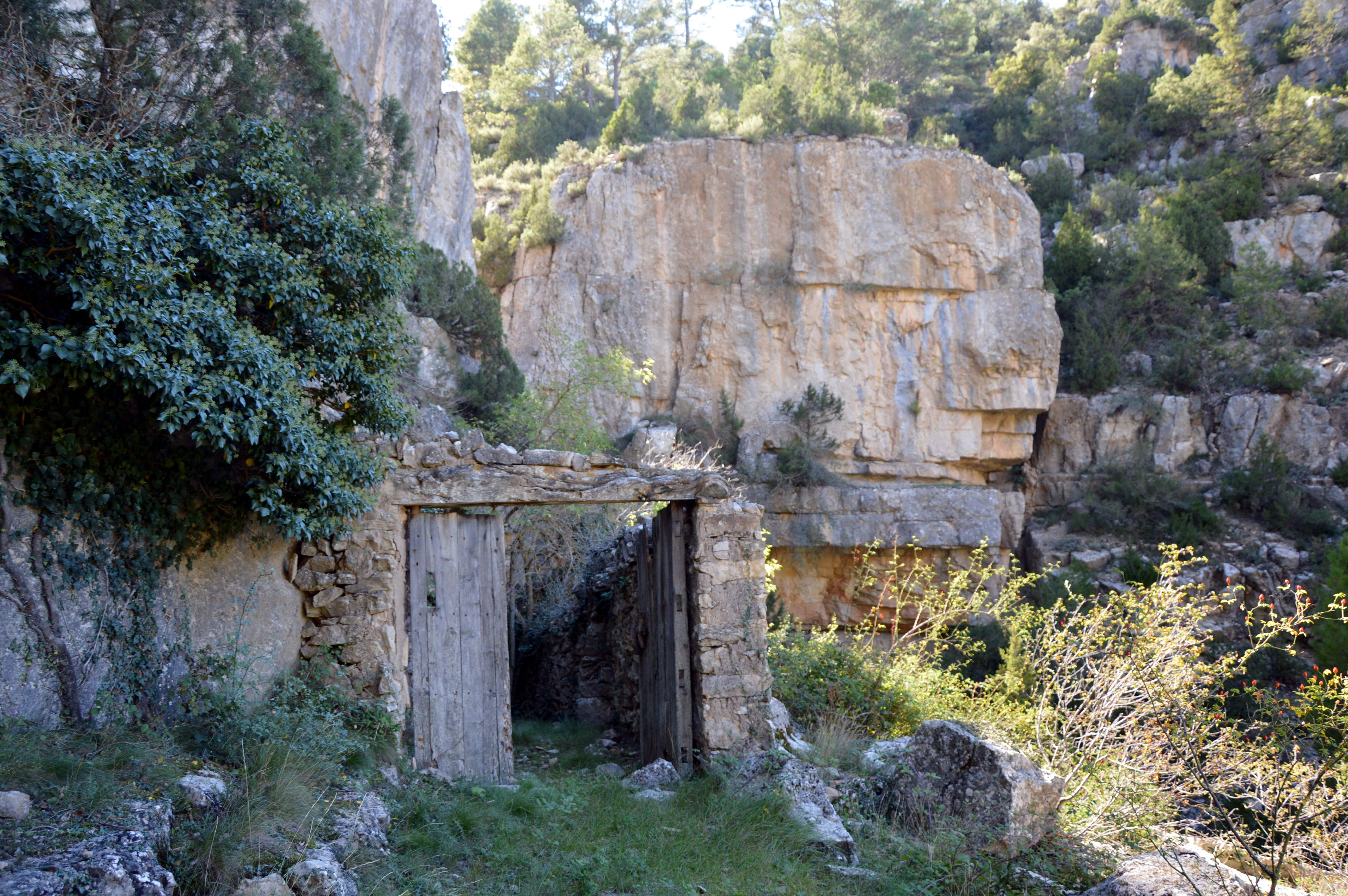
Entrada al aprisco del paraje de Los Tajos, parque natural de la Puebla de San Miguel (Valencia), 2018.

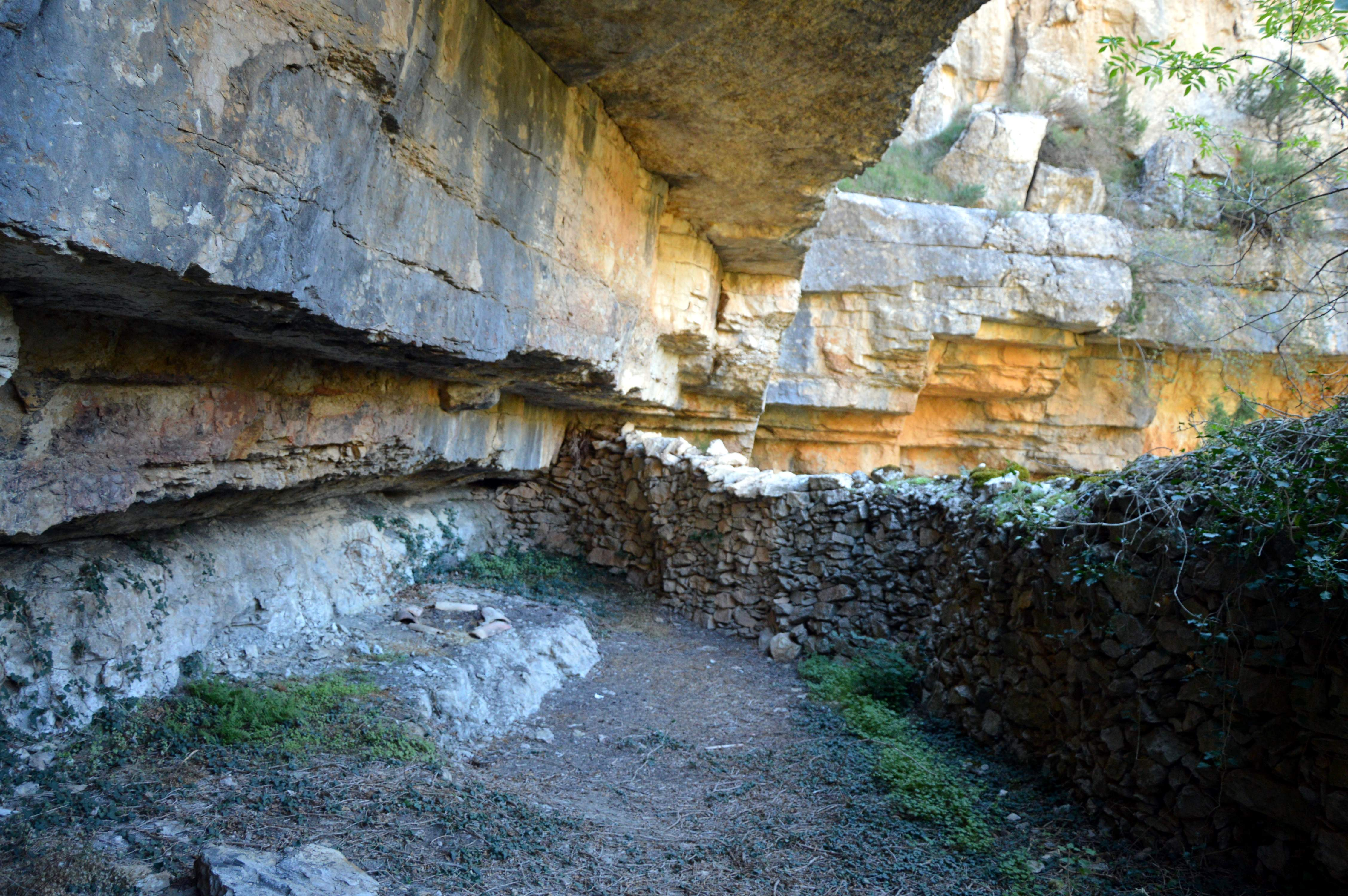
Aprisco del paraje de Los Tajos, parque natural de la Puebla de San Miguel (Valencia), con detalle del cerramiento (2018).

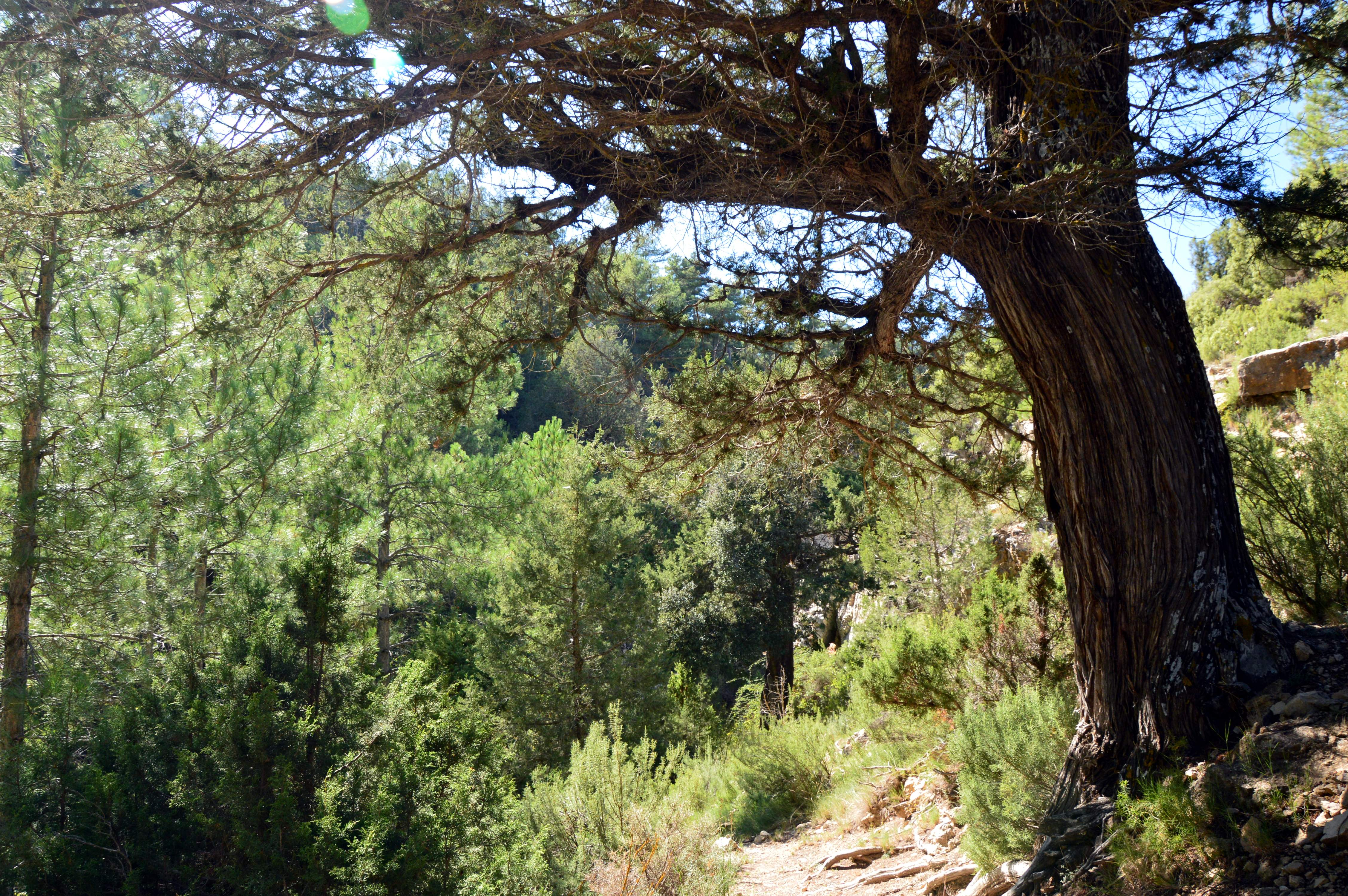
Detalle de sabina albar en el paraje de Los Tajos, parque natural de la Puebla de San Miguel (Valencia), 2018.

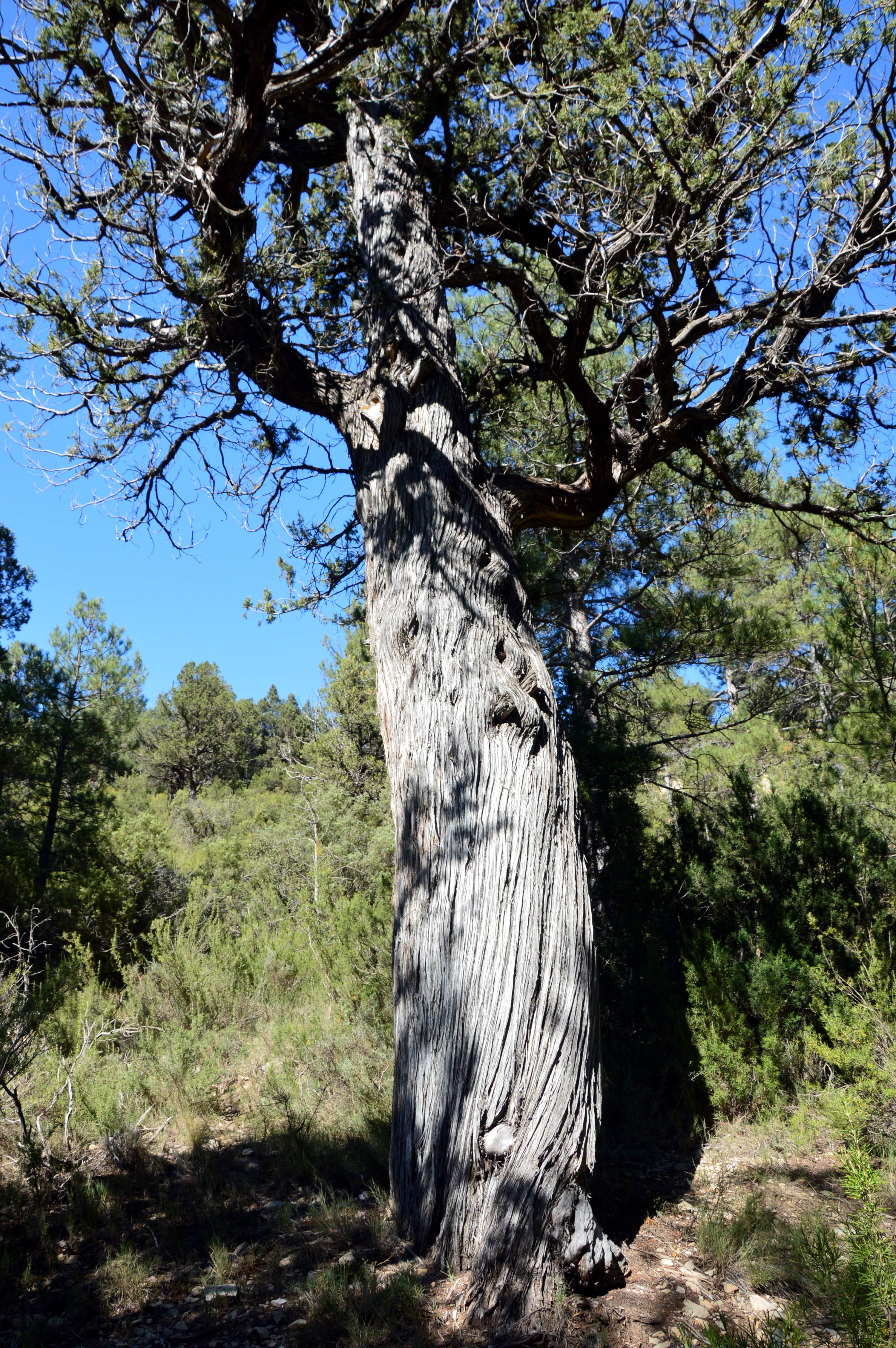
Detalle de sabina monumental en el paraje de Los Tajos, parque natural de la Puebla de San Miguel (Valencia), 2018.

Se trata de un bosque de sabinas albares (Juniperus thurifera L) ubicado en un barranco pedregoso, a unos 1.000 metros de altitud; a los ejemplares más monumentales se les calculan varios siglos de vida: entre los 450 y los 500 años, son propiedad del Ayuntamiento de Puebla de San Miguel.

## Historia
Por su monumentalidad destacan dos ejemplares: la sabina de los Tajos I y la Sabina de los Tajos II, figuran con el número 1725 y 1446 respectivamente en el Catálogo de árboles protegidos de la Generalidad Valenciana (2016).-
Según esta datación, los brotes de ambas sabinas debieron comenzar su existencia en la primera mitad del siglo XVI, esto es, entre el comienzo del reinado del emperador Carlos V de Alemania y el de su hijo, Felipe II de España.

## Ubicación y descripción
El sabinar se halla en el barranco de Los Tajos (también, barranco de la Cañada de Jorge), poco más arriba de la Sabina de la Umbría de Miranda, esto es, a un centenar de metros del camino de Puebla de San Miguel a Sesga -a 2 km de la villa.
Un visitante las describe del siguiente tenor:

«Junto al panel, mano derecha del barranco rocoso de Los Tajos hay una enorme sabina, con una parte de su tronco y ramaje parcialmente desgajados, apoyados sobre un murete de piedra. Un letrero a los pies indica que se trata de la sabina de Los Tajos I. No obstante los desgarros, la sabina mantiene su prestancia, mostrando sus heridas, causadas quizá por el peso de la nieve sobre sus ramas. Aunque eso debió ser hace mucho tiempo, pues sus lesiones están cicatrizadas. Cuatro siglos y medio de vida es mucho tiempo, incluso para una recia sabina. […] Al fondo (de la barranca) se observan varias sabinas más, todas monumentales, formando un ralo bosquecillo. La mayor de ellas posee un tronco de doble fuste pelado -un cartel en la base ilustra acerca del descomunal ejemplar-: Sabina de Los Tajos II, 500 años de vida».
Las sabinas de los Tajos, Miranda y los Pucheros (Puebla de San Miguel, Valencia), y II, Alfredo Sánchez Garzón

Desde el sabinar de Los Tajos el camino continúa aguas arriba, por la vertiente derecha del barranco. Un panel informativo del parque natural de la Puebla de San Miguel informa respecto a los huertos abancalados existentes en el hondo: el agreste lugar fue adecuado en tiempos subactuales, aprovechando el agua de un pequeño manantial para crear zonas de cultivo hortícola. En la parte alta de la vertiente opuesta hay una humilde construcción, habilitada como aprisco para el ganado y los pastores, aprovechando la concavidad de la roca, cerrada con un muro de piedra en seco, en cuya entrada luce una viga de sabina a modo de dintel.

## Características
El sabinar del barranco de Los Tajos constituye un bosque relicto, en el que perviven ejemplares protegidos de sabina albar, de propiedad pública:

### Sabina de Los Tajos I
- Nombre científico: Juniperus thurifera.
- Nombre vulgar: sabina albar
- Propiedad: Ayuntamiento de Puebla de San Miguel
- Altura: 8,50 m
- Diámetro de copa: 11,20 m
- Perímetro del tronco (a 1,30 m del suelo): 3,20 m
- Edad: 450 años
- Entorno de protección: 15,60 m
- N.º inventario: 1725
- Coordenadas: X 657546/ Y 4433224[4]

### Sabina de Los Tajos II
- Nombre científico: Juniperus thurifera.
- Nombre vulgar: sabina albar.
- Propiedad: Ayuntamiento de Puebla de San Miguel.
- Altura: 10,00 m.
- Diámetro de copa: 19,30 m.
- Perímetro del tronco (a 1,30 m del suelo): 4,40 m.
- Edad: 450 años.
- Entorno de protección: 19,70 m.
- Nº inventario: 1446
- Coordenadas: X 657561/ Y 4433202[4]

## Generalidades
El taxón de sabina albar (Juniperus thurifera L) se remonta a los tiempos más remotos del periodo Terciario; puede hallarse en distintas zonas del Mediterráneo occidental, en áreas de clima continental. En España se distribuye por la zona oriental, especialmente por las altas parameras: formando un arco discontinuo, desde el sur de la Cordillera Cantábrica (León y Palencia) al norte de las provincias de Granada y Almería. El rango altitudinal en la península ibérica tiene su óptimo entre los 900 y los 1.200 m.

## Sabinar y medio rural
Se ha observado la vinculación existente (en la península ibérica) entre los sabinares y las áreas más despobladas y deprimidas del medio rural, lo que redunda en el abandono del aprovechamiento que se hacía del sabinar en estas zonas: del tronco, como fuente de madera para la construcción y del ramaje, como alimento para el ganado en época de nieves, cuando los animales no podían salir a pastar.
El despertar de la sociedad a los nuevos valores ecológicos (lucha contra la erosión del suelo y la desertificación) y el disfrute de la naturaleza como medio natural abre nuevas perspectivas en el uso y aprovechamiento de la sabina albar -lo que supone la restauración de las antiguas zonas sabineras:

«Un ejemplo de ello en la Comunidad Valenciana es el municipio de Puebla de San Miguel, en el Rincón de Ademuz, que casi abandonado hace años, intenta hacerse un hueco en el futuro a partir del aprovechamiento de sus recursos, siendo los sabinares una parte importante de ellos, lo que cuadra perfectamente con el espíritu de la Estrategia Forestal Española (Ministerio de Medio Ambiente, 2000)».
Juniperus thurifera, Universidad de Valencia

Para garantizar la sostenibilidad y los sabinares, sin embargo, es preciso asegurar previamente su regeneración.